# Monts du Cantal
Monts du Cantal oz. Cantalsko hribovje so sestavni del Centralnega masiva, ostanek največjih stratovulkanov, vidnih v Evropi, delujočih v obdobju približno od 13 do 2 milijonov let nazaj.

## Geografija

### Lega
Cantalsko hribovje zavzema površino večjega dela francoskega departmaja Cantal, ki se imenuje po njem, segajo pa tudi na ozemlje sosednjega Aveyrona.

### Topografija
Danes hribovje sestavlja več vrhov:
- puy Mary (1787 m), ki ponuja krožno panoramo dolin Mars, Jordanne, Rhue de Cheylade in Impradine;
- Plomb du Cantal (1855 m), ki ponuja panoramo dolin Cère, Brezons in Epie;

- puy Griou, (1690 m), od puy Chavaroche ga loči dolina Jordanne, od Plomb du Cantal pa dolina Cère;
- puy Violent (1592 m) v zahodnem delu hribovja ponuja lepo panoramo na krnico Mandailles in dolino Jordanne;
- puy Chavaroche (1739 m) se nahaja jugozahodno od puy Mary;
- puy de Peyre-Arse (1806 m) vzhodno od puy Mary, s panoramo dolin Impradine, Santoire in Rhue de Cheylade.

#### Glavni prelazi
- Col du Pas de Peyrol, 1588 metrov, med Muratom in Salersom, ob vznožju puy Mary;
- Col de Prat de Bouc, 1401 metrov, med Muratom in Pierrefortom;
- Col de Serre, 1335 metrov, med Muratom in Cheylade;
- Col du Pertus, 1309 metrov, med Mandaillesom (dolina Jordanne) in Saint-Jacques-des-Blats (dolina Cère);
- Col de Cère, 1294 metrov, med Muratom in Vic-sur-Cère;
- Col de Néronne, 1242 metrov, med Le Falgouxom in Salersom;
- Col de Légal, 1231 metrov, med Lascelle in Fontanges;
- Col d'Aulac, 1220 metrov, med Le Falgoux in Trizacom;
- Col d'Entremont, 1210 metrov, med Muratom in Ségur-les-Villas;
- Col du Lioran, 1153 metrov, med Muratom in Vic-sur-Cère;
- Col de la Fageole, 1107 metrov, med Saint-Flourom in Massiacom;
- Col de Curebourse, 997 metrov, med Vic-sur-Cère in Pierrefortom.

#### Doline in reke
- dolina reke Alagnon, 85 km dolgega levega pritoka Allier, z začetkom na Lioranu;
- dolina reke Bertrande;
- dolina reke Cère, z začetkom na Lioranu;
- dolina reke Doire;
- dolina reke Impradine;
- dolina reke Jordanne;
- dolina reke Authre;
- dolina reke Maronne, 92 km dolgega levega pritoka Dordogne;
- dolina reke Mars;
- dolina reke petite Rhue;
- dolina reke Santoire.